# Guerra Gildônica
A Guerra Gildônica foi uma revolta ocorrida em 398 liderada pelo conde Gildão contra o imperador romano Honório. Ela foi subjugada por Estilicão, o mestre dos soldados (em latim: magister militum) do Império Romano do Ocidente. A maior fonte para esta revolta é o poema "De Bello Gildonico", de Claudiano.

## Contexto
Gildão era berbere de nascimento e recebeu, em 386, como recompensa de seus méritos militares do general Teodósio, o Velho, pai do imperador Teodósio I, uma nomeação como conde da África (em latim: Comes Africae) e magister utriusque militiæ per Africam. Ele governou a província como um tirano sanguinário e cruel até 398. A África, desde a perda do Egito para o Império Romano do Oriente, era designada como o celeiro de Roma. Incitado pelas maquinações políticas do eunuco Eutrópio, Gildão passou a cogitar seriamente a possibilidade de se juntar ao Império do Oriente, o que levou a uma severa turbulência em Roma por causa do temor de falta de alimentos. Estilicão se aproveitou das reclamações dos habitantes da província sobre os crimes de Gildão para persuadir o Senado a declarará-lo "inimigo do estado", o que lhe permitiu começar uma guerra para derrubá-lo.

## Guerra na África
Estilicão enviou o irmão de Gildão, Mascezel, juntamente com 5 000 veteranos gauleses para o norte da África, pois sabia que não havia amizade entre os dois depois que Gildão ter mandado assassinar dois dos filhos do irmão. Edward Gibbon relata que as unidades que formavam esta força expedicionária consistiam de homens de unidades cujos nomes tinham um longo histórico de serviços a Roma: 
| “ | Estas tropas, que foram exortadas para convencer o mundo que elas poderiam subverter, assim como defender, o trono de um usurpador, consistiam de jovianos, herculianos e as legiões augustanas; dos auxiliares nervianos; de soldados que revelavam em seus estandartes o símbolo do leão e as tropas que eram conhecidas pelos auspiciosos nomes de "Afortunada" e "Invencível" | ” |
|   | — Edward Gibbon, A História do Declínio e Queda do Império Romano. |   |

O exército romano teve que enfrentar uma força de cerca de 70 000 homens, composto principalmente pelas legiões romanas já presentes na África complementadas por uma gigantesca cavalaria de mercenários da Getúlia.
Conforme Mascezel se aproximou com ofertas de paz, ele primeiro encontrou um aquilífero ("porta-estandarte") de uma das legiões africanas. Quando ele se recusou a ceder, Mascezel o atacou no braço com sua espada e, como resultado, ele abaixou o estandarte, o que foi incorretamente percebido pelas tropas como sinal de submissão. Todos os demais aquilíferos da linha de frente seguiram o exemplo e as frustradas coortes se voltaram contra Gildão e passaram a gritar o nome de seu novo comandante. Os mercenários berberes ficaram impressionados com a deslealdade de seus aliados romanos e fugiram.

## Eventos posteriores
A honra de uma vitória fácil e quase sem derramamento de sangue coube a Mascezel e Gildão tentou fugir num pequeno barco na esperança de encontrar uma boa recepção no Império Romano do Oriente. Porém, ventos desfavoráveis trouxeram seu barco de volta para o porto de Tabraca, onde os habitantes estavam ansiosos para demonstrar sua nova lealdade e, por isso, prenderam Gildão e o atiraram numa masmorra. Para evitar a vingança de seu irmão, Gildão cometeu o suicídio se enforcando.
Em seu retorno triunfante para a corte romana, que na época ficava em Mediolano, Estilicão recebeu Mascezel com muita pompa e cerimônia e também com inveja. Mascezel se afogou quando estava atravessando uma ponte na companhia de Estilicão e caiu na água, por acidente ou por ordens dele.